# Lánczy József
Lánczi idősebb Lánczy József (Lánc, Abaúj vármegye, 1763. március 20. – Pest, 1841. január 14.) főispán, író, hétszemélynök, valóságos belső titkos tanácsos.

## Élete
1807. július 15-én személyesen benyújtott egy folyamodványt a nádornak a magyar színészet érdekében. Egyúttal a megyékhez is körlevelet küldött, hogy a pesti magyar és a német színtársulatot egyesítsék. 1825-től 1836-ig Békés vármegye főispánja volt. 50 évig szolgált a haza javára. A Szent István-rend középkeresztese és a Hétszemélyes Tábla bírája volt.

## Munkái
- Sermo, quem ... qua benigne deleg. comissarius reg. sub sessione restauratoria civici magistratus Pesthiensis, die 3. Febr. 1819. habuit. Pesthini.
- Beszéd, melyet ... mint kir. comissarius sz. kir. Pest városában tartatott tisztválasztás alkalmával mondott 1819. bőjtelő havának 3. napján. A deák originalisból fordítva. Uo. (Németül: Uo. 1819.)